# Ducula bicolor
La dúcula bicolor o dúcula imperial (Ducula bicolor) es una especie de ave columbiforme de la familia Columbidae cuya área de distribución se extiende desde las islas Nicobar hasta Nueva Guinea y el norte de Australia.

## Subespecies
Se conocen dos subespecies de Ducula bicolor:
- Ducula bicolor bicolor
- Ducula bicolor melanura